# Comuna Nedilkove, Savran
Nedilkove (în ucraineană Неділкове) este o comună în raionul Savran, regiunea Odesa, Ucraina, formată din satele Nedilkove (reședința) și Strutînka.

## Demografie
Componența lingvistică a comunei Nedilkove
     Ucraineană (96,1%)
     Rusă (2,6%)
     Română (1,17%)
     Alte limbi (0,13%)
Conform recensământului din 2001, majoritatea populației comunei Nedilkove era vorbitoare de ucraineană (96,1%), existând în minoritate și vorbitori de rusă (2,6%) și română (1,17%).